# Distrito electoral federal 1 de Michoacán
El Distrito electoral federal 1 de Michoacán es uno de los 300 distritos electorales en los que se encuentra dividido el territorio de México para la elección de diputados federales y uno de los once en los que se divide el estado de Michoacán de Ocampo. Su cabecera es Ciudad Lázaro Cárdenas.
El distrito 1 de Michoacán se ubica en el sureste del estado. Desde el proceso de distritación de 2022 lo conforman los siguientes diez municipios: Ario, Arteaga,  Churumuco, Gabriel Zamora, La Huacana, Lázaro Cárdenas, Múgica, Nuevo Urecho, Parácuaro y Tumbiscatío.

## Distritaciones anteriores

### Distritación 1996-2005
Entre 1996 y 2005 la ubicación del distrito 1 era totalmente diferente y se localizaba en el extremo noroeste del estado, formándolo los municipios de Briseñas, Churintzio, Ecuandureo, La Piedad, Penjamillo, Purépero, Tanhuato, Tlazazalca, Vista Hermosa, Yurécuaro y Zináparo; su cabecera era la ciudad de La Piedad.

### Distritación 2005-2017
Entre 2005 y 2017 el distrito 1 se integraba por los municipios de Ario, Arteaga, Churumuco, La Huacana, Lázaro Cárdenas, Múgica, Nuevo Urecho y Tumbiscatío.

### Distritación 2017-2022
Entre 2017 y 2022 el distrito 1 estaba formado por los municipios de Arteaga, Churumuco, Gabriel Zamora, La Huacana, Lázaro Cárdenas, Múgica, Nuevo Urecho, Parácuaro y Tumbiscatío.

## Diputados por el distrito
| Legislatura   | Periodo     | Diputado                            | Grupo parlamentario                         |
| ------------- | ----------- | ----------------------------------- | ------------------------------------------- |
| I             | 1857 - 1861 |                                     |                                             |
| II            | 1861 - 1862 |                                     |                                             |
| III           | 1862 - 1863 |                                     |                                             |
| IV            | 1867 - 1868 |                                     |                                             |
| V             | 1869 - 1871 |                                     |                                             |
| VI            | 1871 - 1873 |                                     |                                             |
| VII           | 1873 - 1875 |                                     |                                             |
| VIII          | 1875 - 1878 |                                     |                                             |
| IX            | 1878 - 1880 |                                     |                                             |
| X             | 1880 - 1882 |                                     |                                             |
| XI            | 1882 - 1884 |                                     |                                             |
| XII           | 1884 - 1886 |                                     |                                             |
| XIII          | 1886 - 1887 |                                     |                                             |
| XIV           | 1888 - 1890 |                                     |                                             |
| XV            | 1890 - 1892 |                                     |                                             |
| XVI           | 1892 - 1894 |                                     |                                             |
| XVII          | 1894 - 1896 |                                     |                                             |
| XVIII         | 1896 - 1898 |                                     |                                             |
| XIX           | 1898 - 1900 |                                     |                                             |
| XX            | 1900 - 1902 |                                     |                                             |
| XXI           | 1902 - 1904 |                                     |                                             |
| XXII          | 1904 - 1906 |                                     |                                             |
| XXIII         | 1906 - 1908 |                                     |                                             |
| XXIV          | 1908 - 1910 |                                     |                                             |
| XXV           | 1910 - 1912 |                                     |                                             |
| XXVI          | 1912 - 1914 |                                     |                                             |
| Constituyente | 1916 - 1917 | Francisco Ortiz Rubio               |                                             |
| XXVII         | 1917 - 1918 | Porfirio García de León             |                                             |
| XXVII         | 1917 - 1918 | Juan de Dios Avellaneda             |                                             |
| XXVIII        | 1918 - 1920 |                                     |                                             |
| XXIX          | 1920 - 1922 |                                     |                                             |
| XXX           | 1922 - 1924 | Enrique Parra                       |                                             |
| XXXI          | 1924 - 1926 |                                     |                                             |
| XXXII         | 1926 - 1928 |                                     |                                             |
| XXXIII        | 1928 - 1930 |                                     |                                             |
| XXXIV         | 1930 - 1932 |                                     |                                             |
| XXXV          | 1932 - 1934 |                                     |                                             |
| XXXVI         | 1934 - 1937 |                                     |                                             |
| XXXVII        | 1937 - 1940 |                                     |                                             |
| XXXVIII       | 1940 - 1943 |                                     |                                             |
| XXXIX         | 1943 - 1946 |                                     |                                             |
| XL            | 1946 - 1949 |                                     |                                             |
| XLI           | 1949 - 1952 |                                     |                                             |
| XLII          | 1952 - 1955 |                                     |                                             |
| XLIII         | 1955 - 1958 | Enrique Aguilar González            | Partido Revolucionario Institucional        |
| XLIV          | 1958 - 1961 | Jesús Ortega Calderón               | Partido Revolucionario Institucional        |
| XLV           | 1961 - 1964 | Daniel Franco López                 | Partido Revolucionario Institucional        |
| XLVI          | 1964 - 1965 | Celia Gallardo González             | Partido Revolucionario Institucional        |
| XLVII         | 1967 - 1970 | María Guadalupe Calderón de Herrera | Partido Revolucionario Institucional        |
| XLVIII        | 1970 - 1973 | Salvador Reséndiz Arreola           | Partido Revolucionario Institucional        |
| XLIX          | 1973 - 1976 | Gustavo Garibay Ochoa               | Partido Revolucionario Institucional        |
| L             | 1976 - 1979 | Nicanor Gómez Reyes                 | Partido Revolucionario Institucional        |
| LI            | 1979 - 1982 | Marco Antonio Aguilar Cortés        | Partido Revolucionario Institucional        |
| LII           | 1982 - 1985 | Francisco Javier Ovando Hernández   | Partido Revolucionario Institucional        |
| LIII          | 1985 - 1988 | Macario Rosas Zaragoza              | Partido Revolucionario Institucional        |
| LIV           | 1988 - 1991 | Octavio Ortiz Melgarejo             | Partido Auténtico de la Revolución Mexicana |
| LV            | 1991 - 1994 | Jorge Mendoza Álvarez               | Partido Revolucionario Institucional        |
| LVI           | 1994 - 1997 | María Guadalupe Morales Ledesma     | Partido Revolucionario Institucional        |
| LVII          | 1997 - 2000 | Guadalupe Sánchez Martínez          | Partido de la Revolución Democrática        |
| LVIII         | 2000 - 2003 | Jaime Rodríguez López               | Partido Revolucionario Institucional        |
| LIX           | 2003 - 2006 | Alejandro Saldaña Villaseñor        | Partido Revolucionario Institucional        |
| LX            | 2006 - 2009 | Antonio Soto Sánchez                | Partido de la Revolución Democrática        |
| LXI           | 2009 - 2012 | Israel Madrigal Ceja                | Partido de la Revolución Democrática        |
| LXII          | 2012 - 2015 | Rodimiro Barrera Estrada            | Partido Revolucionario Institucional        |
| LXIII         | 2015 - 2018 | Salomón Fernando Rosales Reyes      | Partido Revolucionario Institucional        |
| LXIV          | 2018 - 2021 | Feliciano Flores Anguiano           | Movimiento Regeneración Nacional            |
| LXV           | 2021 - 2024 | Leonel Godoy Rangel                 | Movimiento Regeneración Nacional            |
| LXVI          | 2024 - 2027 | Leonel Godoy Rangel                 | Movimiento Regeneración Nacional            |